# مقاطعة روسيل (ألاباما)
مقاطعة روسيل (بالإنجليزية: Russell County, Alabama)‏ هي إحدى مقاطعات ولاية ألاباما في الولايات المتحدة. تأسست سنة 1832، بلغ عدد سكانها 57820 نسمة في عام 2010 حسب إحصاء مكتب تعداد الولايات المتحدة وتصل الكثافة السكانية فيها 31.8 نسمة/كم2.

## أعلام
- جيمس بينتون غرانت
- آر. س. وليامز

## وصلات خارجية
- www.rcala.com